# Junior-VM i ishockey 1977
Juniorverdensmesterskabet i ishockey 1977 var det første officielle junior-VM i ishockey afholdt af International Ice Hockey Federation (IIHF). Inden da havde IIHF arrangeret tre uofficielle turneringer i 1974-76.
Turneringen blev spillet i Banská Bystrica og Zvolen i Tjekkoslovakiet i perioden 22. december 1976 til 2. januar 1977 og havde deltagelse af otte hold. Canada blev repræsenteret af klubholdet St. Catharines Fincups (de forsvarende Memorial Cup-mestre), mens de øvrige syv nationer stillede med deciderede landshold. De otte hold spillede en enkeltturnering alle-mod-alle, hvilket gav syv kampe til hvert hold.
Mesterskabet blev vundet af Sovjetunionen, som vandt samtlige sine kampe, mens sølvmedaljerne gik til Canada. Placeringerne af guldmedaljerne blev afgjort i en direkte duel mellem de to hold på mesterskabets sidste dag, hvor det sovjetiske hold vandt med 6-4. Bronzemedaljerne blev vundet af værtslandet Tjekkoslovakiet.

## Resultater
| Dato   | Kamp                            | Res.  | Perioder      |
| ------ | ------------------------------- | ----- | ------------- |
| 22.12. | Finland - USA                   | 6-3   | 3-2, 0-0, 3-1 |
| 23.12. | Sovjetunionen - Tjekkoslovakiet | 4-0   | 0-0, 2-0, 2-0 |
| 23.12. | Canada - Polen                  | 14-00 | 3-0, 5-0, 6-0 |
| 23.12. | Sverige – Finland               | 5-4   | 1-2, 1-0, 3-2 |
| 23.12. | Vesttyskland – USA              | 4-3   | 2-1, 2-0, 0-2 |
| 25.12. | Finland – Vesttyskland          | 4-1   | 3-1, 1-0, 0-0 |
| 25.12. | USA – Sverige                   | 8-5   | 3-2, 3-2, 2-1 |
| 25.12. | Canada – Tjekkoslovakiet        | 4-4   | 1-1, 1-2, 2-1 |
| 25.12. | Sovjetunionen – Polen           | 10-10 | 3-0, 3-1, 4-0 |
| 26.12. | Tjekkoslovakiet – Vesttyskland  | 8-2   | 2-1, 3-0, 3-1 |
| 26.12. | Polen – USA                     | 2-2   | 1-1, 1-1, 0-0 |
| 26.12. | Canada – Finland                | 6-4   | 2-1, 2-2, 2-1 |
| 26.12. | Sovjetunionen – Sverige         | 4-2   | 1-0, 3-2, 0-0 |
| 28.12. | Canada – Sverige                | 5-3   | 1-1, 2-2, 2-0 |

| Dato   | Kamp                         | Res.  | Perioder      |
| ------ | ---------------------------- | ----- | ------------- |
| 28.12. | Sovjetunionen - Vesttyskland | 2-1   | 1-0, 1-1, 0-0 |
| 28.12. | Finland - Polen              | 8-2   | 2-1, 3-0, 3-1 |
| 28.12. | Tjekkoslovakiet - USA        | 5-2   | 1-1, 2-1, 2-0 |
| 29.12. | Canada - Vesttyskland        | 9-1   | 2-0, 2-0, 5-1 |
| 29.12. | Sverige - Polen              | 6-5   | 2-1, 1-3, 3-1 |
| 30.12. | Sovjetunionen - USA          | 15-50 | 6-1, 6-1, 3-3 |
| 30.12. | Finland – Tjekkoslovakiet    | 3-2   | 0-1, 3-1, 0-0 |
| 1.1.   | Sovjetunionen – Finland      | 10-60 | 3-0, 3-2, 4-4 |
| 1.1.   | Tjekkoslovakiet – Polen      | 9-0   | 3-0, 2-0, 4-0 |
| 1.1.   | Canada – USA                 | 8-2   | 3-2, 2-0, 3-0 |
| 1.1.   | Sverige – Vesttyskland       | 5-0   | 1-0, 4-0, 0-0 |
| 2.1.   | Tjekkoslovakiet – Sverige    | 4-2   | 2-0, 0-0, 2-2 |
| 2.1.   | Sovjetunionen – Canada       | 6-4   | 6-0, 0-0, 0-4 |
| 2.1.   | Vesttyskland – Polen         | 9-2   | 3-0, 5-1, 1-1 |

| Plac.  | Hold            | Kampe | Vundne | Uafgj. | Tabte | Mål   | Point |
| ------ | --------------- | ----- | ------ | ------ | ----- | ----- | ----- |
| Guld   | Sovjetunionen   | 7     | 7      | 0      | 0     | 51-19 | 14    |
| Sølv   | Canada          | 7     | 5      | 1      | 1     | 50-20 | 11    |
| Bronze | Tjekkoslovakiet | 7     | 4      | 1      | 2     | 32-17 | 9     |
| 4.     | Finland         | 7     | 4      | 0      | 3     | 35-29 | 8     |
| 5.     | Sverige         | 7     | 3      | 0      | 4     | 28-30 | 6     |
| 6.     | Vesttyskland    | 7     | 2      | 0      | 5     | 18-33 | 4     |
| 7.     | USA             | 7     | 1      | 1      | 5     | 25-45 | 3     |
| 8.     | Polen           | 7     | 0      | 1      | 6     | 12-58 | 1     |

### Topscorere
| Spiller          | Hold          | Mål | Ass. | Point |
| ---------------- | ------------- | --- | ---- | ----- |
| Dale McCourt     | Canada        | 10  | 8    | 18    |
| John Anderson    | Canada        | 11  | 5    | 16    |
| Igor Romasjin    | Sovjetunionen | 6   | 6    | 12    |
| Juha Jurkkio     | Finland       | 7   | 4    | 11    |
| Aleksej Frolikov | Sovjetunionen | 6   | 5    | 11    |
| Sergej Makarov   | Sovjetunionen | 4   | 7    | 11    |

### All star-hold
| Position   | Spiller              | Hold          |
| ---------- | -------------------- | ------------- |
| Målmand    | Aleksandr Tjzjunyk   | Sovjetunionen |
| Forsvarere | Vjatjeslav Fetisov   | Sovjetunionen |
| Forsvarere | Risto Siltanen       | Finland       |
| Angribere  | Dale McCourt         | Canada        |
| Angribere  | Igor Romasjin        | Sovjetunionen |
| Angribere  | Bengt-Åke Gustafsson | Sverige       |